# آرثر إيميت (قاضي)
آرثر إيميت (بالإنجليزية: Arthur Emmett)‏ هو قاضي أسترالي، ولد في 1943 في Crows Nest, New South Wales ‏ في أستراليا.